# Gymnocephalus baloni
Gymnocephalus baloni, conosciuto comunemente come acerina del Danubio, è un pesce d'acqua dolce della famiglia dei Percidae. Prende il nome dell'ittiologo polacco-canadese Eugene K. Balon.

## Distribuzione e habitat
Sicuramente presente nei bacini dei fiumi Danubio e Dniepr, molto probabilmente anche nel Dniestr. Sembra che sia particolarmente comune nel fiume Timiș, affluente del Danubio che scorre principalmente in Romania.
Frequenta lanche, canali, bracci morti dei fiumi e laghi, in zone con acque ferme e fondo nudo, fangoso o sabbioso. Quando non è in epoca riproduttiva vive anche nel corso principale dei fiumi, in acque con debole corrente.

## Descrizione
È molto simile all'acerina, se ne distingue per il corpo più alto e per il colore che è grigiastro con alcune fasce scure verticali piuttosto indistinte. Si tratta di un pesce di piccole dimensioni che raggiunge al massimo i 15 cm.

## Biologia
Si tratta di una specie notturna

### Alimentazione
Si ciba di piccoli invertebrati bentonici.

### Riproduzione
Affronta migrazioni riproduttive verso le acque ferme delle lanche e degli stagni collegati alla rete fluviale.